# 바르 동맹
바르 동맹(폴란드어: Konfederacja barska;1768년-1772년) 은 1768년 포드레(Podolia)와 바르(Bar)의 요새에서 폴란드 귀족(슐라흐타;szlachta)이 결성한 동맹(콘페데라치아)이다. 러시아 제국의 침략 및 폴란드-리투아니아 연방의 마그나트(magnates, 부유귀족)의 권력을 제한하려고 시도하는 국왕 스타니스와프 아우구스트 포니아토프스키(Stanisław August Poniatowski)의 개혁에 대해 정치적인 자유와 독립을 목적으로 내부와 외부의 압박에 대항하려고 만들어졌다. 바르 동맹의 창설자는 카미에니에츠 포돌스키(Kamenets)의 주교 아담 크라신스키(Adam Krasiński), 카지미에시 푸와스키(Kazimierz Pułaski) 및 미하우 크라신스키(Michał Krasiński)등 마그나트들이었다. 브리태니커 백과사전에서는 이들의 활동이 내전을 촉발하고 외세의 개입을 불러 제1차 폴란드 분할을 일으켰다고 보고 있다. 일부 역사가는 바르 동맹의 투쟁을 폴란드의 역사에서 최초로 독립을 위한 봉기라고 정의하였다.

## 역사

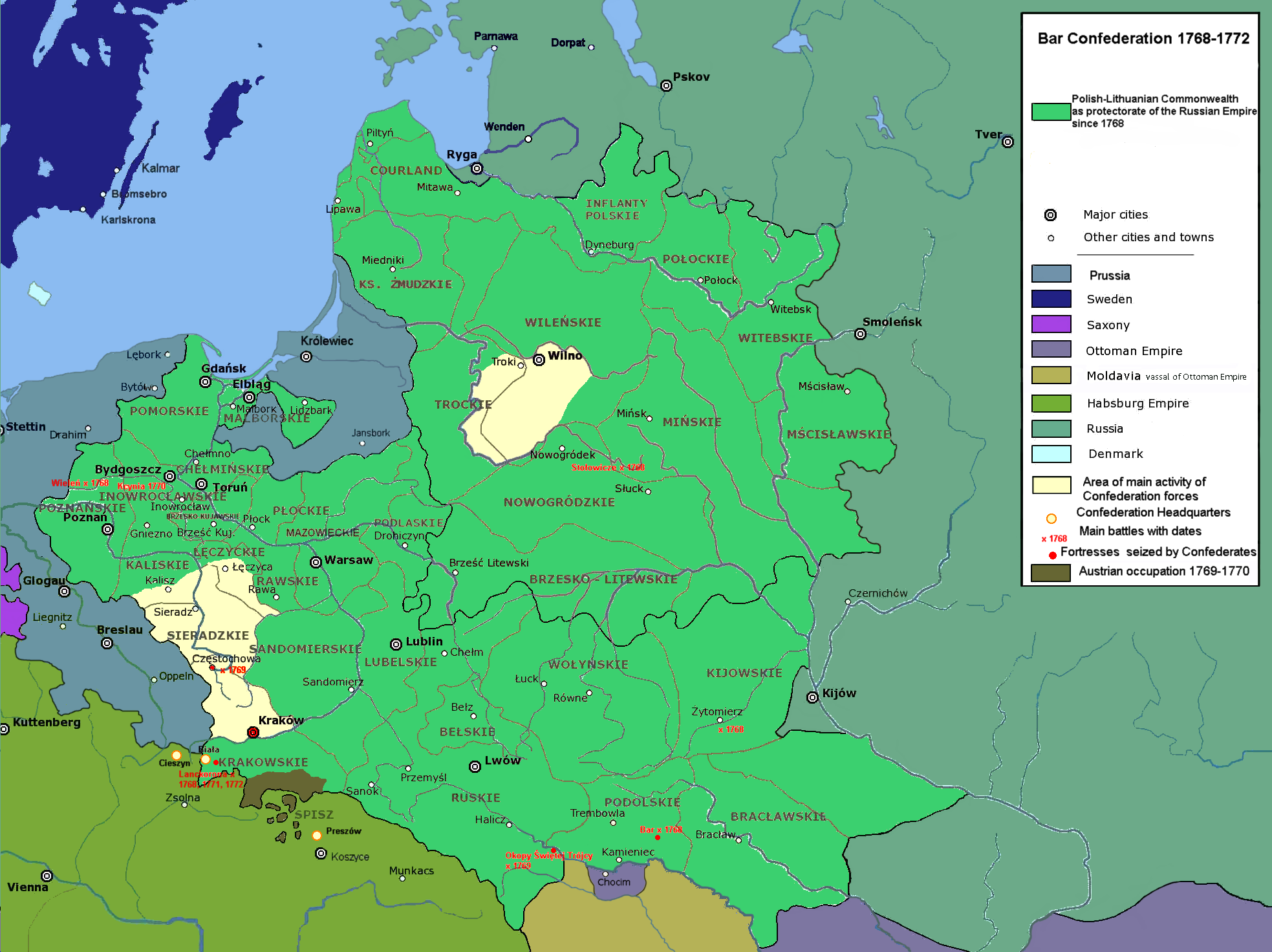
바르 동맹 1768-72년

1767년부터 1768년에 걸쳐 열린 세임에서 러시아군이 회의장을 포위해 폴란드-리투아니아 연방을 법적으로 속국의 지위에 둔 것 외에 1768년 기본법의 제정을 인정하고 중앙정부의 권한을 일부 존속시키고, 또한(출병의 구실이었다) 연방내의 비가톨릭 교도의 권리의 인상을 인정시켰다. 이 세임에서 러시아의 방식에 반발한 키에프 주교 유제프 안제이 자우스키(Józef Andrzej Załuski), 크라크프 주교 카이에탄 소우티크(Kajetan Sołtyk), 그리고 헤트만 바츠와프 제부스키(Wacław Rzewuski)와 그의 아들 세베린(Seweryn)은 체포되어 러시아로 연행되었다. 연방 독립의 침해, 중앙정부(=왕권)의 강화로써 종교적 관용은 수구파 및 왕권강화에 비판적인 개혁자를 심하게 분노케 했다. 카미에니에츠 포돌스키의 주교, 폴란드 마그나트 아담 크라신스키, 카지미에시 푸와스키 및 미하우 크라신스키와 그의 동맹자는 동맹(confederatio;콘페데라치아-정부의 정책에 저항하기 위한 합법적 군사조직)을 결성하기로 결정했다.
국왕 스타니스와프 아우구스트 포니아토프스키는 처음 동맹과 러시아 사이의 조정역을 자청하고 나섰다. 러시아 정부 대표는 러시아 대사 니콜라이 레프닌 공이었다. 그러나 조정이 불가능하다고 판단한 국왕은 왕관령 대헤트만 프란치셰크 크사베리 브라니츠키(Franciszek Ksawery Branicki)와 2명의 장군이 이끄는 군대를 파견해 바르를 점령하게 했다. 그러나 같은 시기 우크라이나 지방에서 발생한 우크라이나 코사크에 의한 콜리슈치즈나(Koliszczyzna, Koliyivschyna) 폭동은 귀족들의 분노를 자극해 동맹 참가자를 증가시켜 폴란드 동남부 전 지역 및 리투아니아에서도 참가자가 나타났다. 동맹은 여러 나라에게 지원을 요청했고, 오스만 제국이 적국 러시아에게 선전포고를 하게 만드는데 성공했다. 사태는 순식간에 심각해져, 프로이센 왕 프리드리히 2세가 러시아 여제 예카테리나 2세에게 동맹과 화의를 맺으라고 조언하기에 이르렀다.

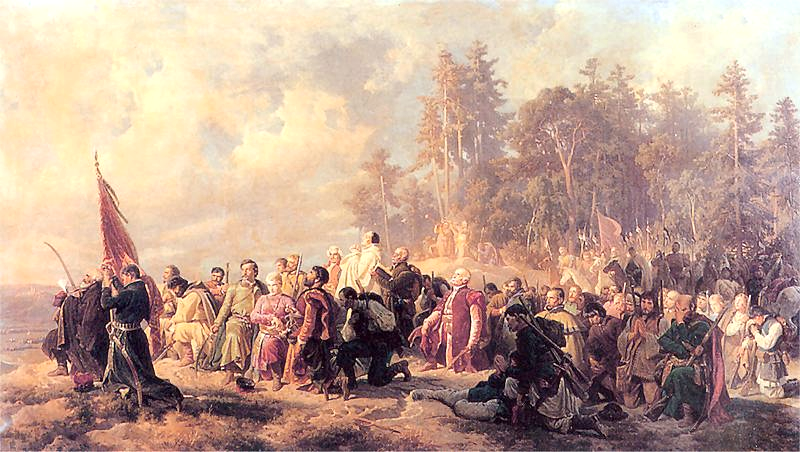
"란츠코로나 전투(1771년)가 있기 전 기도하는 바르 동맹." 아르투르 그로트겔 그림 1863년.

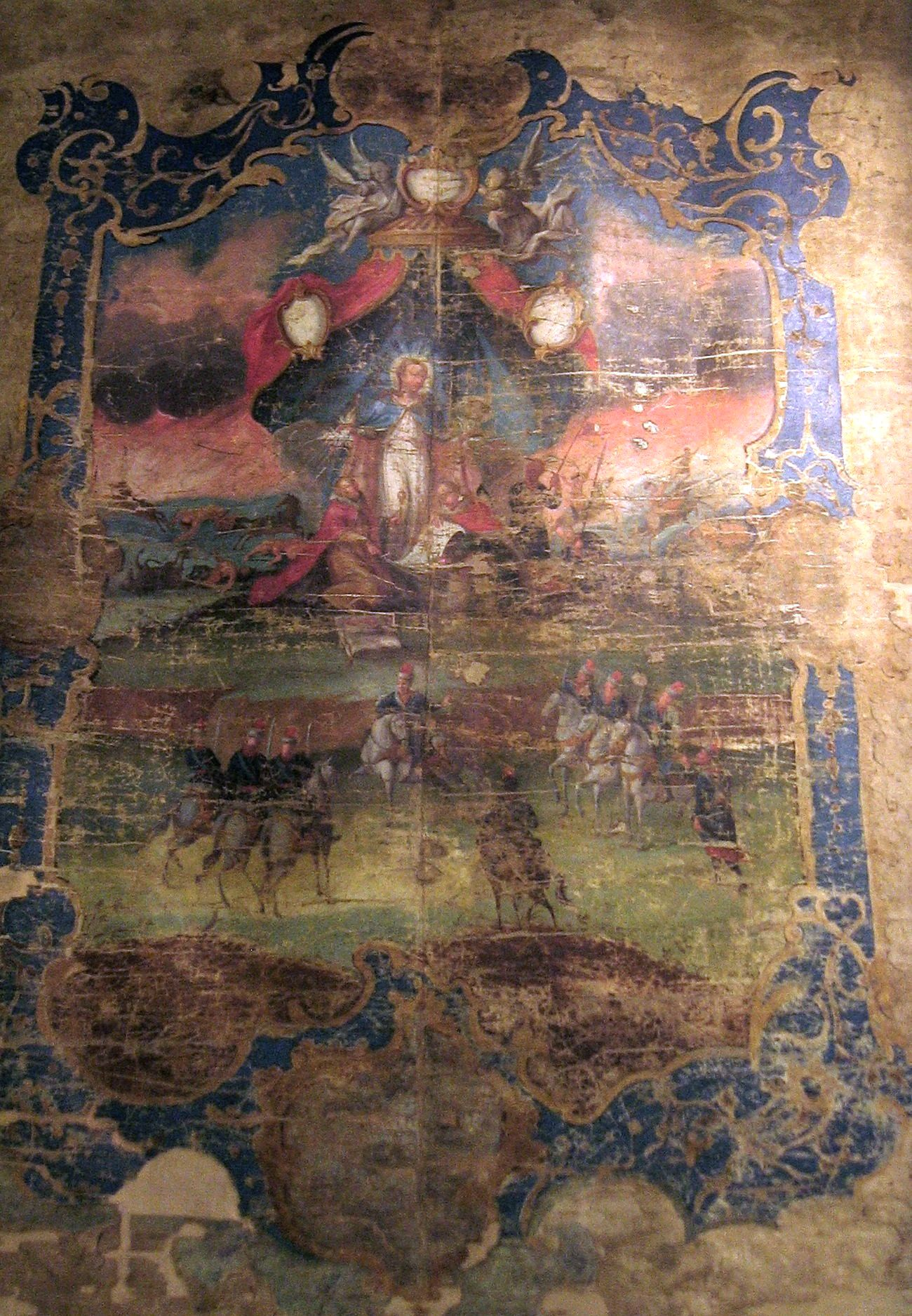
바르 동맹의 깃발

이그나치 말체프스키(Ignacy Malczewski), 미하우 얀 파츠(Michał Jan Pac) 및 카롤 라지비우(Karol Radziwiłł) 공이 이끄는 바르 동맹군은 여러 지역으로 돌아다니며, 여러 번 러시아군에게서 승리를 거두고, 뒤이어 국왕을 완전히 무시하고 자신들의 이익을 위해 유럽의 주권국가에게 사신을 파견했다. 1770년 바르 동맹 평의회(Council of Bar Confederation)는 본거지를 실롱스크(Silesia)에서 헝가리로 이동하고 여기서 대러시아 군사동맹을 결성하기 위해 프랑스, 오스트리아 그리고 투르크와 교섭을 전개했다. 1770년 10월 22일 평의회는 국왕 폐위를 선언했다. 베르사유 궁정은 동맹을 지원하기 위해 샤를 프랑수아 뒤무리에(Charles François Dumouriez)를 파견했고, 뒤무리에는 동맹군을 정비, 강화하는데 공헌했다. 국왕 스타니스와프 아우구스트는 동맹에 참가할 것을 고심했으나, 1771년 바르샤바에서 동맹 측이라 생각되는 무리에게 며칠간 납치, 유괴되었다. 이 사건 이후, 국왕은 러시아 측에 섰고, 자신들의 국왕을 노린 폭거는 유럽 여러 나라에서 바르 동맹에 대한 지지를 크게 잃어버리게 했다. 그럼에도 불구하고, 뒤무리에에 의한 철저한 재편성에 의해 동맹군은 전투력을 몇년 동안 유지할 수 있게 되었다. 최후의 눈에 띈 저항은 1772년까지 종료되었다. 동맹이 점거한 진지 중 크라쿠프(Kraków)의 바벨 성(Wawel Castle)은 1772년 4월 28일 티니에츠(Tyniec)의 요새는 7월 13일 쳉스토호바(Częstochowa)는 8월 18일 각각 함락되었다. 동맹 최후의 요새였던 자구시(Zagórz)의 수도원도 11월 28일 함락되었다.
바르 동맹의 참가자들은 자신의 가족과 더불어 죄수로써 러시아로 연행되어 최초의 시베리아로 보내진 폴란드 인의 단체가 되었다. 러시아는 폴란드-리투아니아 연방 안에 설치된 3개의 강제수용소(Concentration camps)에 죄수들을 수감하고 순차적으로 시베리아로 이송했다.

## 유산
일부 역사가는 바르 동맹의 전쟁을 폴란드의 역사에서 최초로 폴란드 봉기. 한 것이라 생각했다. 바르 동맹의 참가자들이 전투를 시작할 때까지는 외국군의 원조를 얻어 전투를 벌이는 것을 무엇보다 황금의 자유(Golden Liberty)를 적에게 돌리는 배신행위라고 보게 되었다. 그러나 1770년 러시아 군이 명목상은 독립군이었던 연방에 진군했고, 거기에 1773년 주변 열강국의 압력으로 세임이 제1차 폴란드 분할을 승인하기에 이르자 동맹의 참가자들은 모국에 최후까지 충성을 맹세하기로 결심한 전사들로써 미화되었다. 그리고 이 애국적 이미지는 그 후 2세기 동안에 걸쳐 망국 유랑의 몸이었던 폴란드 인들이 폴란드 부대(Polish Legions)을 조직하는 원동력이 되었다. 동맹에 대한 평가는 분열되어 동맹의 군사행동이 제1차 분할의 직접적인 원인이다라고 하는 연구자도 있는가 하면 동맹을 폴란드의 독립회복을 노린 최초의 본격적인 국민군이라고 평가하는 연구자도 있다.

## 같이 보기
- 알렉산드르 비비코프
- 유제프 사바-칼린스키

## 참고
1. 1 2  “Confederation of Bar”. Encyclopedia Britannica. 2010년 4월 29일에 확인함. Its activities precipitated a civil war, foreign intervention, and the First Partition of Poland.
2. ↑  Alicja Deck-Partyka, Poland, a Unique Country & Its People, p. 35.
3. ↑  Giacomo Casanova, Stephen Sartarelli, Gilberto Pizzamiglio and Sophie Hawkes, The story of my life, p. 528, notes 46, 49, 50.
4. ↑  Adam Michnik and Maya Latynski, Letters from prison and other essays, p. 185
5. ↑  Norman Davies, Europe: A History, Oxford University Press, 1996, ISBN 0-19-820171-0, Google Print, p.664
6. ↑  Władysław Konopczyński, Konfederacja barska, t. II, Warszawa 1991, pp. 733-734.
7. 1 2  (폴란드어) Bohdan Urbankowski, Józef Piłsudski: marzyciel i strateg (Józef Piłsudski: Dreamer and Strategist), Wydawnictwo ALFA, Warsaw, 1997, ISBN 83-7001-914-5, p. 155

## 더 읽어보기
- Aleksander Kraushar, Książę Repnin i Polska w pierwszem czteroleciu panowania Stanisława Augusta (1764-1768), (Prince Repin and Poland in the first four years of rule of Stanislaw August (1764-1768))
  - 2nd edition, corrected and expanded. vols. 1-2, Kraków 1898, G. Gebethner i Sp.
  - Revised edition, Warszawa: Gebethner i Wolff; Kraków: G. Gebethner i Spółka, 1900.
- F. A. Thesby de Belcour, The Confederates of Bar (in Polish) (Cracow, 1895)
- Charles Francois Dumouriez, Mémoires et correspondance (Paris, 1834).
- Radom i Bar 1767-1768: dziennik wojennych działań jenerał-majora Piotra Kreczetnikowa w Polsce w r. 1767 i 1768 korpusem dowodzącego i jego wojenno-polityczną korespondencyą z księciem Mikołajem Repninem Poznań 1874 보관됨 2011-07-19 - 웨이백 머신